# باغ نارنجی
باغ نارنجی مربوط به دوره صفوی است و در فیروزآباد، کوی مطهری، جنب مسجد النبی واقع شده و این اثر در تاریخ ۲۵ اسفند ۱۳۸۰ با شمارهٔ ثبت ۵۰۳۳ به‌عنوان یکی از آثار ملی ایران به ثبت رسیده است.